# Тохмар
Тохмар (перс. تخمار) — село в Ірані, у дегестані Кугсар, в Центральному бахші, шагрестані Шазанд остану Марказі. За даними перепису 2006 року, його населення становило 93 особи, що проживали у складі 31 сім'ї.

## Клімат
Середня річна температура становить 10,23°C, середня максимальна – 28,72°C, а середня мінімальна – -11,64°C. Середня річна кількість опадів – 255 мм.
| Клімат поселення                              | Клімат поселення | Клімат поселення | Клімат поселення | Клімат поселення | Клімат поселення | Клімат поселення | Клімат поселення | Клімат поселення | Клімат поселення | Клімат поселення | Клімат поселення | Клімат поселення | Клімат поселення |
| Показник                                      | Січ.             | Лют.             | Бер.             | Квіт.            | Трав.            | Черв.            | Лип.             | Серп.            | Вер.             | Жовт.            | Лист.            | Груд.            |                  |
| Середній максимум, °C                         | 4,52             | 6,51             | 10,28            | 16,95            | 22,34            | 27,38            | 28,72            | 28,61            | 23,90            | 17,74            | 11,19            | 5,84             |                  |
| Середня температура, °C                       | −3,56            | −1,58            | 2,20             | 8,88             | 14,28            | 19,31            | 23,28            | 23,16            | 18,44            | 12,30            | 5,74             | 0,39             |                  |
| Середній мінімум, °C                          | −11,64           | −9,68            | −5,89            | 0,77             | 6,17             | 11,21            | 17,81            | 17,71            | 13,00            | 6,85             | 0,28             | −5,04            |                  |
| Норма опадів, мм                              | 38               | 38               | 48               | 34               | 26               | 4                | 2                | 1                | 0                | 7                | 23               | 34               |                  |
| Середньомісячна швидкість вітру, м/с          | 1.32             | 2.46             | 2.86             | 2.96             | 2.54             | 2.20             | 2.12             | 2.03             | 2.09             | 1.92             | 1.76             | 1.68             |                  |
| Середньомісячна сонячна радіація, кДж/м²·день | 9587             | 12680            | 15248            | 18498            | 22444            | 26949            | 25930            | 24331            | 21523            | 16112            | 11320            | 9223             |                  |
| --------------------------------------------- | ---------------- | ---------------- | ---------------- | ---------------- | ---------------- | ---------------- | ---------------- | ---------------- | ---------------- | ---------------- | ---------------- | ---------------- | ---------------- |
| Джерело:                                      |                  |                  |                  |                  |                  |                  |                  |                  |                  |                  |                  |                  |                  |